# Centrodora citri
Centrodora citri is een vliesvleugelig insect uit de familie Aphelinidae. De wetenschappelijke naam is voor het eerst geldig gepubliceerd in 1979 door De Santis & Sarmiento.